# Strahinja Grujić
Strahinja Grujić (...) è un giocatore di football americano serbo, che gioca nel ruolo di linebacker per i Kragujevac Wild Boars.